# Lucyna Berniak
Lucyna Berniak, po mężu Januszkiewicz (ur. 26 czerwca 1953 w Krakowie) – polska koszykarka, występująca na pozycji skrzydłowej, reprezentantka Polski, sześciokrotna mistrzyni kraju, po zakończeniu kariery trenerka koszykarska żeńskich drużyn młodzieżowych Wisły Kraków.

## Kariera sportowa
Karierę sportową rozpoczęła w Koronie Kraków, z którą w 1969 zdobyła Puchar Polski. Od 1971 występowała w barwach Wisły Kraków, z którą zdobyła sześć tytułów mistrzyni Polski (1975, 1976, 1977, 1979, 1981 i 1984), cztery tytuły wicemistrzyni Polski (1972, 1973, 1974, 1983) i brązowy medal mistrzostw Polski (1982).
W reprezentacji Polski juniorek wystąpiła na mistrzostwach Europy w 1971, zajmując z drużyną 6. miejsce. Z reprezentacją Polski seniorek zagrała na mistrzostwach Europy w 1976 i 1978, zajmując odpowiednio 6. i 5. miejsce. Łącznie w I reprezentacji Polski wystąpiła w 200 spotkaniach.
Jest absolwentką XV Liceum Ogólnokształcącego im. Marii Skłodowskiej-Curie w Krakowie i Akademii Wychowania Fizycznego w Krakowie.
Startowała również w rozgrywkach koszykówki weteranów, tzw. maxibaskecie. W 2005 zdobyła mistrzostwo świata w kategorii +40 lat, w 2006 wicemistrzostwo Europy w kategorii +40, w 2008 wicemistrzostwo Europy w kategorii +45.